# 海潮寺
海潮寺为位于中国浙江省杭州市上城区望江门外原望江门直街南端的一处佛寺，始建于明万历年间，因濒临钱塘江口（原江堤即今秋涛路，今已距江1.5公里），朝听潮、夜闻汐而得名。1937年后用作浙江省第一临时辅助医院，1958年后用作橡胶厂（1992年改称中策橡胶有限公司），今厂址已搬迁，位于拆迁的空地中。在望江新城地块旧城改造规划中拟对其进行复建。
寺内原有放生池、前后山门、钟鼓楼、天王殿、大雄宝殿、藏经楼及僧房等建筑，民国三十三年（1944）因雷击失火（一说日机轰炸），余天王殿、鼓楼、后山门以及僧房数间，今仅存光绪十六年（1890）重修的天王殿、双照井及古樟。天王殿面阔五间，重檐歇山顶，梁下存“大清龙飞光绪十六年岁次庚寅十月毂旦主持间修记”题记。